# جينصافوط

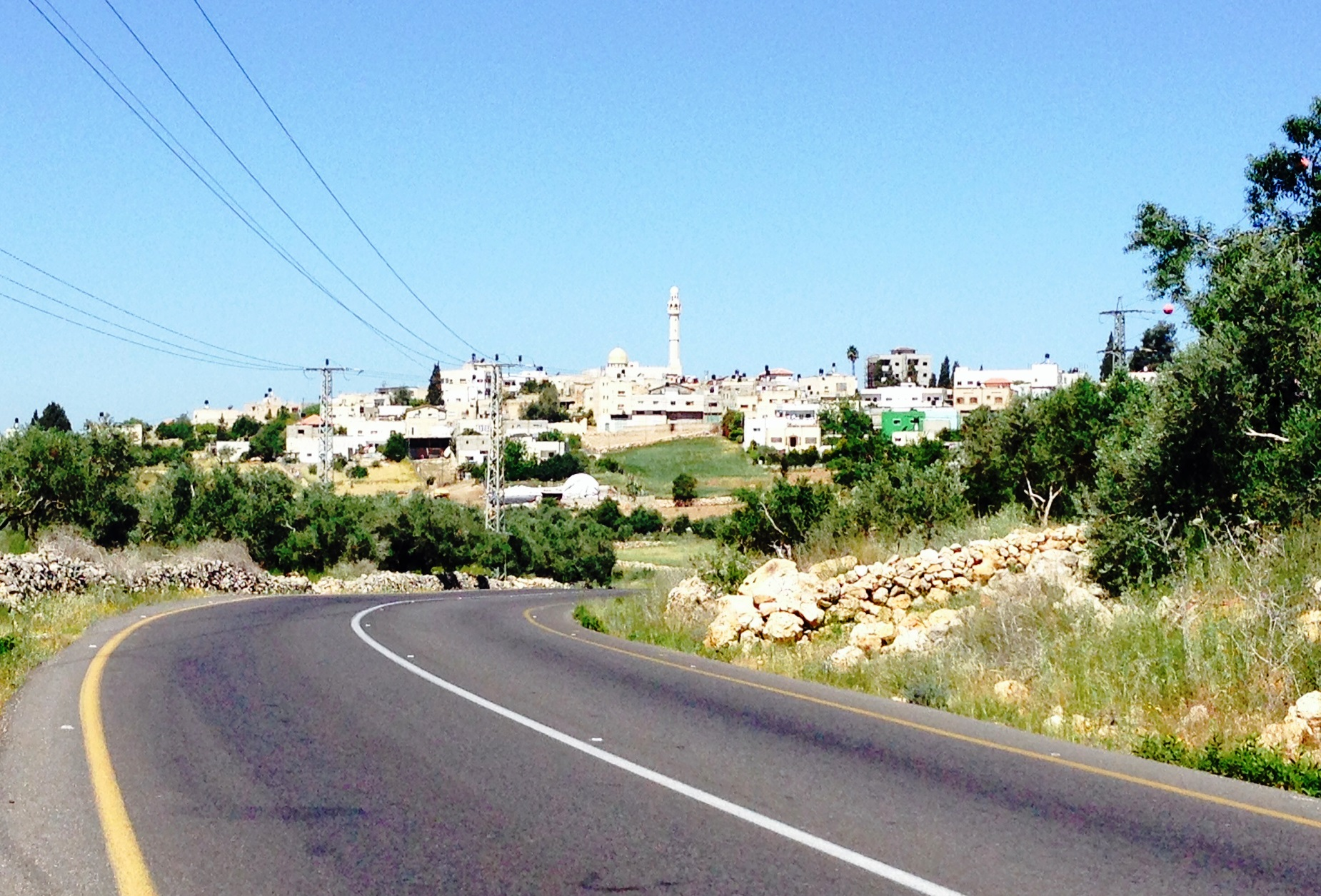
قرية جينصافوط.

جينصافوط  هي قرية فلسطينية من قرى الضفة الغربية، تقع شرق مدينة قلقيلية وتبعد عنها 16 كم على ارتفاع 430 متر عن سطح البحر. تبلغ مساحة أراضي جنصافوط حوالي 11893 دونم. تحد القرية من الجهة الشمالية قرية الفندق، ومن الجهة الشرقية بيت إماتين، ومن الجنوب قرية دير إستيا، ويحدها من الغرب وادي قانا ومن الشمال الغربي قرية كفر لاقف.

## السكان
بلغ عدد سكان القرية 2968 نسمة، حسب تعداد عام 2024.

## مؤسسات القرية
وتحتوي القرية على عدة مؤسسات ومرافق عامة منها:
1. مجلس قروي
2. جمعية القرآن والسنة (مغلقة من 2004)
3. جمعية جينصافوط الزارعيه التعاونيه
4. نادي جينصافوط الرياضي
5. لجنة زكاة جينصافوط (موقوفة)
6. مركز ابن سينا الطبي (تابع للمجلس القروي)
7. روضة سنابل جينصافوط (تابعة للنادي الرياضي)
8. عيادة صحية ومركز رعاية أمومة وطفولة (حكومي)
9. أربعة مساجد: مسجد أبو سعيد، المسجد العمري، مسجد أبو بكر الصديق «مسجد اسعد الاحمد القدومي» ومسجد عبادة بن الصامت
10. مركز كنعان
11. 3 مدارس واحدة للذكور واخرى للإناث للمرحلة الثانوية ومدرسة مختلطة للمرحلة الاساسية

قرر مجلس الوزراء الفلسطيني في 19 يناير 2016، فصل تجمع الفندق إداريًا عن جينصافوط، واستحداث مجلس قروي الفندق ليُدير شؤون القرية.

## الإستيطان
صادر الإحتلال الإسرائيلي جزء من أراضي القرية وبنى عليها مستوطنات منها:
- عمنوئيل
- كرنية شمرون
- كدوميم
- نفي مناحيم

## المحاصيل الزراعية
يعمل أهل القرية بالزراعة وأهم المحاصيل الزراعية: الزيتون، الزعتر، الحبوب، اللوزيات، الخضروات غالبيتها بعلية. كما يعمل الكثير من أبناء القرية في الوظائف الحكومية، ويعمل البعض كعمال
مياومة وحرفيين والبعض الآخر يعمل في الأعمال التجارية. ويوجد في القرية العديد من المحلات التجارية ومشاغل الخياطة والحدادة والنجارة والموزييك والرخام. أما بالنسبة لشبكة الطرق الموجودة في القرية فهي معبدة وتوجد فيها طرق زراعية غير معبدة. ويوجد في القرية شبكة مياه وكهرباء ومقسم هاتف.وأيضاً يوجد فيها شبكة إنترنت لاسلكية.

## التاريخ

### الفترة الإسلامية المبكرة
في عهد الخليفة العباسي الراضي (935-940)، جمع العرب من جينصافوط وأحرقوا خمسة من السامريين ، جميعهم معروفون في قراهم، حتى الموت.

### العصر العثماني
قد ظهرت القرية في سجلات الضرائب العثمانية سنة 1596 باسم جيم صفوط ، لكونه في ناحية بني صعب من لواء نابلس . وكان عدد سكانها 26 أسرة، كانوا يدفعون معدل ضريبة ثابت بنسبة 33.3% على المنتجات الزراعية، بما في ذلك القمح والشعير والمحاصيل الصيفية والزيتون والماعز وخلايا النحل ومعصرة الزيتون أو العنب، بإجمالي 8654 آقجة.
في عام 1838، أشار روبنسون إلى جينصافوط باعتبارها قرية في بني صعب. في عام 1870 وصف فيكتور جورين رؤيته للقرية من فرعتا ، لكنه لم يقم بزيارتها. في عام 1870/1871، أدرج الإحصاء العثماني القرية في ناحية بني صعب. في عام 1882، وصف مسح صندوق استكشاف فلسطين لفلسطين الغربية القرية بأنها "قرية صغيرة على أرض مرتفعة، مع آبار إلى الشمال، وعدد قليل من أشجار الزيتون".

### عصر الإنتداب البريطاني
في تعداد فلسطين الذي أجرته سلطات الانتداب البريطاني عام 1922، بلغ عدد سكان جينصافوط 267 نسمة، وارتفع في تعداد عام 1931 إلى 315، مع 76 منزلًا. وفي تعداد عام 1945 بلغ عدد السكان 450،  و9356 دونمًا من الأراضي، وفقًا لمسح رسمي للأراضي والسكان. ومن هذه المساحة، كانت 1410 دونمًا مخصصة للمزارع أو الأراضي المروية، و2208 دونمًا مخصصة لزراعة الحبوب، في حين كانت 14 دونمًا عبارة عن أراضٍ مبنية.

### العصر الإردني
بعد النكبة الفلسطينية عام 1948، وبعد اتفاقيات الهدنة عام 1949، أصبحت جينصافوط تحت الحكم الأردني.
وجد تعداد السكان الأردني لعام 1961 أن عدد سكان جينصافوط بلغ 729 نسمة.

### ما بعد 1967
منذ حرب الأيام الستة عام 1967، أصبحت قرية جينصافوط تحت الاحتلال الإسرائيلي.
بعد اتفاقيات عام 1995 ، تم تصنيف 4.8% من أراضي جينصافوط والفندق ضمن المنطقة ب ، والباقي 95.2% ضمن المنطقة ج . وقد صادرت إسرائيل 713 دونمًا من أراضي جينصافوط من أجل إنشاء مستوطنتين إسرائيليتين ؛ كارني شمرون ونيفيه أورامين .